# Bismarcksäule (Dresden-Räcknitz)
Die Bismarcksäule (auch Bismarckturm genannt) in Dresden-Räcknitz ist ein 23 Meter hohes, heute als Aussichtsturm genutztes Bismarck-Denkmal. Sie ist Teil des Bismarckmythos um 1900 und des damit im Zusammenhang stehenden Denkmalbooms jener Zeit.
Ursprünglich sollte ein Netzwerk von Bauwerken des gleichen Typs in Form einer Feuersäule entstehen, welches sich über das ganze damalige Deutsche Reich erstrecken sollte. Immerhin erreichten die damaligen Akteure, dass 47 Bismarcksäulen dieses Typs gebaut wurden. Ihr Erscheinungsbild variiert in Höhe, Breite und Detail, da aufgrund der vor Ort zur Verfügung stehenden finanziellen Mittel, Gesteinsarten und Architekten lokale Anpassungen vorgenommen wurden.

## Geschichte bis 1990
In Dresden regte die Studentenschaft den Bau dieser Bismarcksäule auf der 189,7 m ü. NHN hohen Franzenshöhe (Räcknitz) an. Zur Ausführung kam der Entwurf „Götterdämmerung“ des Architekten Wilhelm Kreis, u. a. auch Architekt des Hygienemuseums Dresden. Bauleiter des Projektes war Stadtbaurat Edmund Bräter, als ausführender Maurermeister war Gräft aus Dresden-Klotzsche tätig.
Als Material für die Säule mit aufgesetzter Feuerschale wurde Postaer Sandstein verwendet.
An der Einweihungsfeier am 23. Juni 1906 (Sommersonnenwende) nahmen neben den Studenten auch viele Bürger Dresdens teil. Die Feuerschale wurde an diesem Tag erstmals entzündet.

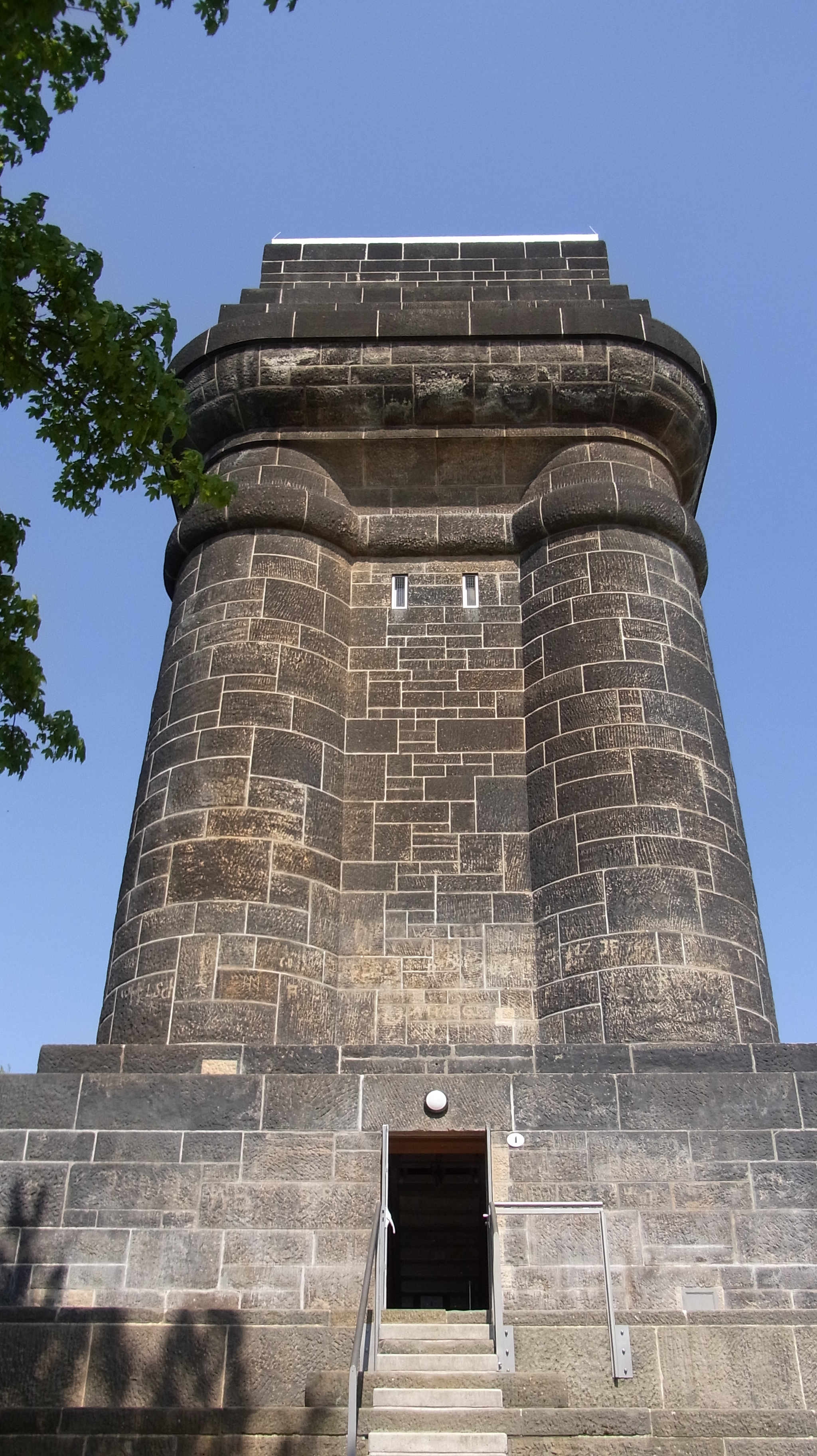
Eingangsportal Südseite

Die Feuerschale aus Schmiedeeisen (Durchmesser 4,1 m, Höhe 0,5 m, Kosten 750 Mark), die auf eisernen Füßen stand, verzog sich bereits nach der ersten Befeuerung. Befeuert wurde sie mit Gasöl aus Wilhelmsburg, wodurch bei einer Brenndauer von drei Stunden eine maximale Flammenhöhe von fünf Metern erreicht wurde.
Zur Stadtseite hin wurde am Turmschaft ein Reichsadlerrelief aus Sandstein mit der Schlange der Zwietracht angebracht.
Die Bücherverbrennung am 10. Mai 1933 in Dresden fand an der Bismarcksäule statt. Dieser Missbrauch von Ort und Bauwerk stellt den bisherigen Tiefpunkt in der Geschichte des Bauwerkes dar. Aufgrund dessen galt der Turm während der DDR-Zeit als untragbar, und es wurden Versuche gestartet, einen Abriss durchzusetzen.
1954 kam die Säule, die am 1. September 1946 in Friedensturm umbenannt worden war, in die Rechtsträgerschaft der damaligen Technischen Hochschule Dresden. Mehrere Versuche, sie für wissenschaftliche Institute zu nutzen, scheiterten an den immer weiter steigenden Kosten für die Sanierungsarbeiten. Da die Kosten für Instandhaltung und Sicherungsmaßnahmen auch durch anhaltenden Vandalismus ständig stiegen, ergab sich die Idee, den Turm im Notfall abzureißen. Diese Initiative wurde aber umgehend aus Gründen des Denkmalschutzes durch das Büro des Stadtarchitekten von Dresden gestoppt.
Nach einer Vielzahl von Verhandlungen konnte der Turm durch einen nochmaligen Rechtsträgerwechsel im Rahmen der Vorbereitungsarbeiten zur Bebauung des Wohngebietes auf der Räcknitzhöhe der Stadt Dresden übergeben werden. Diese nahm ihrerseits die weiteren notwendigen Sicherungsmaßnahmen vor.

## Geschichte ab 1990 und Wiedereröffnung
Nach der politischen Wende wurde der Turm in den 1990er Jahren nach Beschluss des Stadtrats wieder in Bismarcksäule zurückbenannt.
Allerdings litt in diesen Jahren, besonders ab 2000, die Substanz äußerlich vor allem an ständig wechselnden Graffiti. Darüber hinaus zeigten sowohl Turmbrüstung als auch Plattform größere Frostschäden. Nachdem die Gebäudehülle über 90 Jahre sich selbst überlassen gewesen war, präsentierten sich ein fast komplett ausgespültes Fugenbild und zahlreiche durch innenliegende verrostete Eisenanker gesprengte Steine. Der Innenraum wies nach ersten Untersuchungen eine Verseuchung durch Taubenkot auf. Eine Kolonie von circa 30 Straßentauben hatte hier schon seit vielen Jahren eine Unterkunft gefunden. Außerdem war eine Benutzung des beliebten Turmhügels wegen der hier wuchernden Vegetation nur schwer möglich. Das Grünflächenamt der Stadt führte 2001 eine Notsicherung durch und gestaltete mit Genehmigung des Denkmalamtes die Grünanlagen neu. Anfang 2002 wurde in der lokalen Presse nach Sponsoren zwecks Sanierung der Bismarcksäule gesucht.

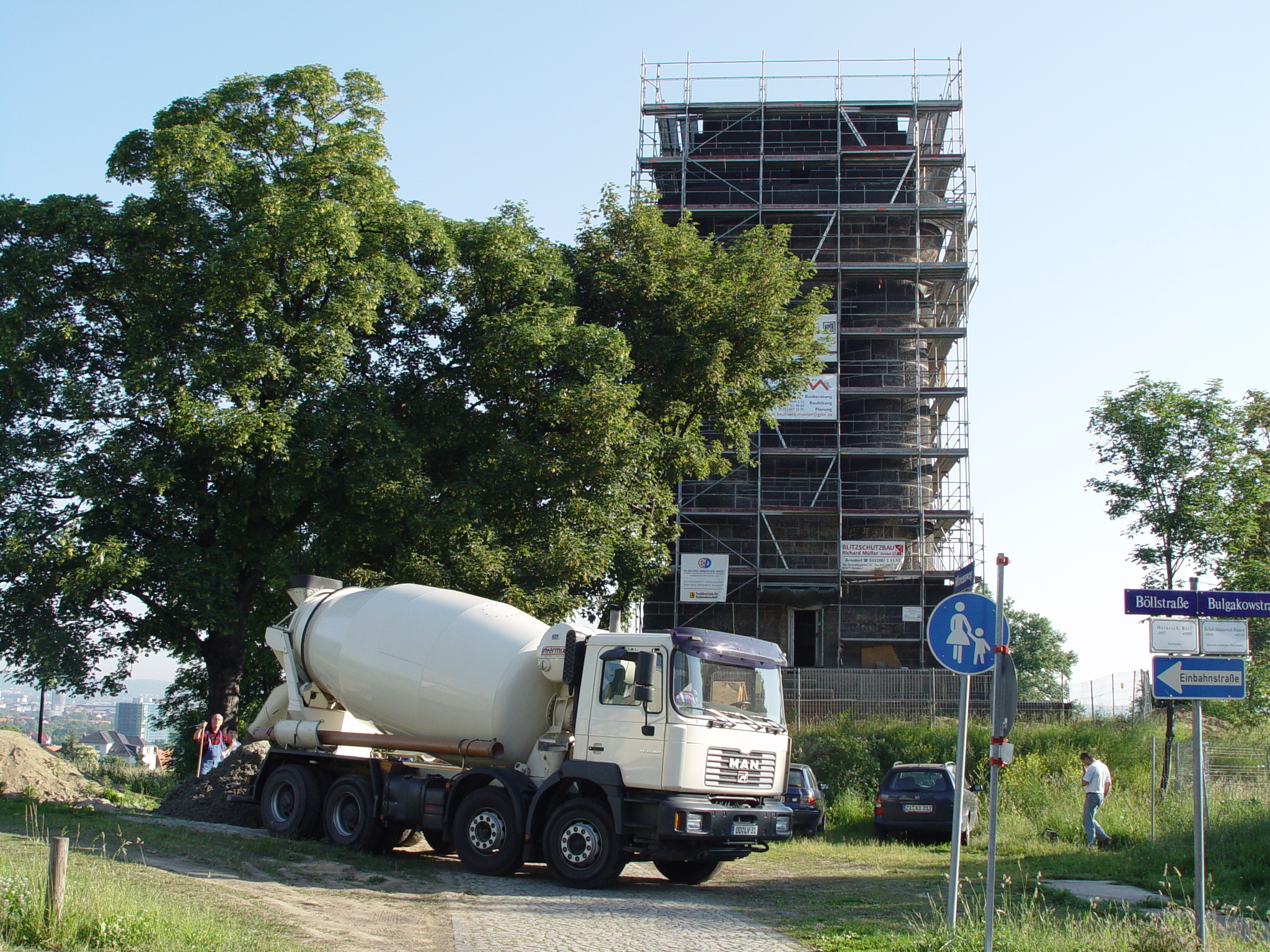
Der eingerüstete Bismarckturm während der Sanierungsarbeiten

Am 27. Dezember 2003 wurde der Verein Bismarckturm Dresden e. V. gegründet. Sieben Studenten der TU Dresden, vorrangig aus dem Studiengang Architektur, hatten sich das gemeinsame Ziel gesetzt, den Turm wieder begehbar zu machen. Am 12. Januar 2004 wurde der gemeinnützige Verein in das Vereinsregister Dresden eingetragen. Die Stadt Dresden als Eigentümer (sie wurde hier vertreten durch das Grünflächenamt) verband den Verein und die GM Gebäudemanagement GmbH zu einem Gemeinschaftswerk zur Sanierung des Turmes. Durch den Oberbürgermeister der Stadt, Ingolf Roßberg, konnte die damalige Stadtsparkasse Dresden für die Sanierung des Turmes gewonnen werden, wobei dies vor allem deren Stiftungen oblag und vor allem im Hintergrund organisiert wurde. Ziel war dabei, bis 2006, der 800-Jahr-Feier Dresdens, den Turm wieder der Öffentlichkeit zu übergeben.
Eine Innenreinigung des Turmes von Taubenkot erfolgte im September 2004 durch Vereinsmitglieder. Am 16. Oktober 2004 richtete dann der Verein ein kleines Bismarckturm-Fest aus und informierte Interessierte über ihr Projekt. Im Dezember 2004 begannen die Sanierungsarbeiten. Das Unternehmen Bau Dresden Gruna sponserte ein Innen- und Außengerüst mit mehr als 1000 m² Gerüstfläche für den 23 Meter hohen Turm. Alle Öffnungen wurden gegen Tauben verschlossen, die stählerne Bestandstreppe wurde bis auf ein inzwischen zu besichtigendes Museumsstück entfernt.
Im Juni 2005 erschien schließlich – mit Unterstützung der Sparkasse – die Broschüre Die Bismarcksäule in Dresden-Räcknitz als Aussichtsturm. Trotz dieser und vieler weiterer Aktivitäten gestaltete sich die Gewinnung von Sponsoren und Spendern als erheblich aufwändiger als ursprünglich beabsichtigt. Im Jahr 2006 war zwar der Turm durch eine großflächige Außenwerbung Teil des Imagekonzeptes zur 800-Jahr-Feier der Stadt, eine öffentliche Nutzung zu diesem Zeitpunkt längst noch nicht möglich. Im August 2006 wurde allerdings das 100-jährige Bismarckturm-Jubiläum feierlich begangen.

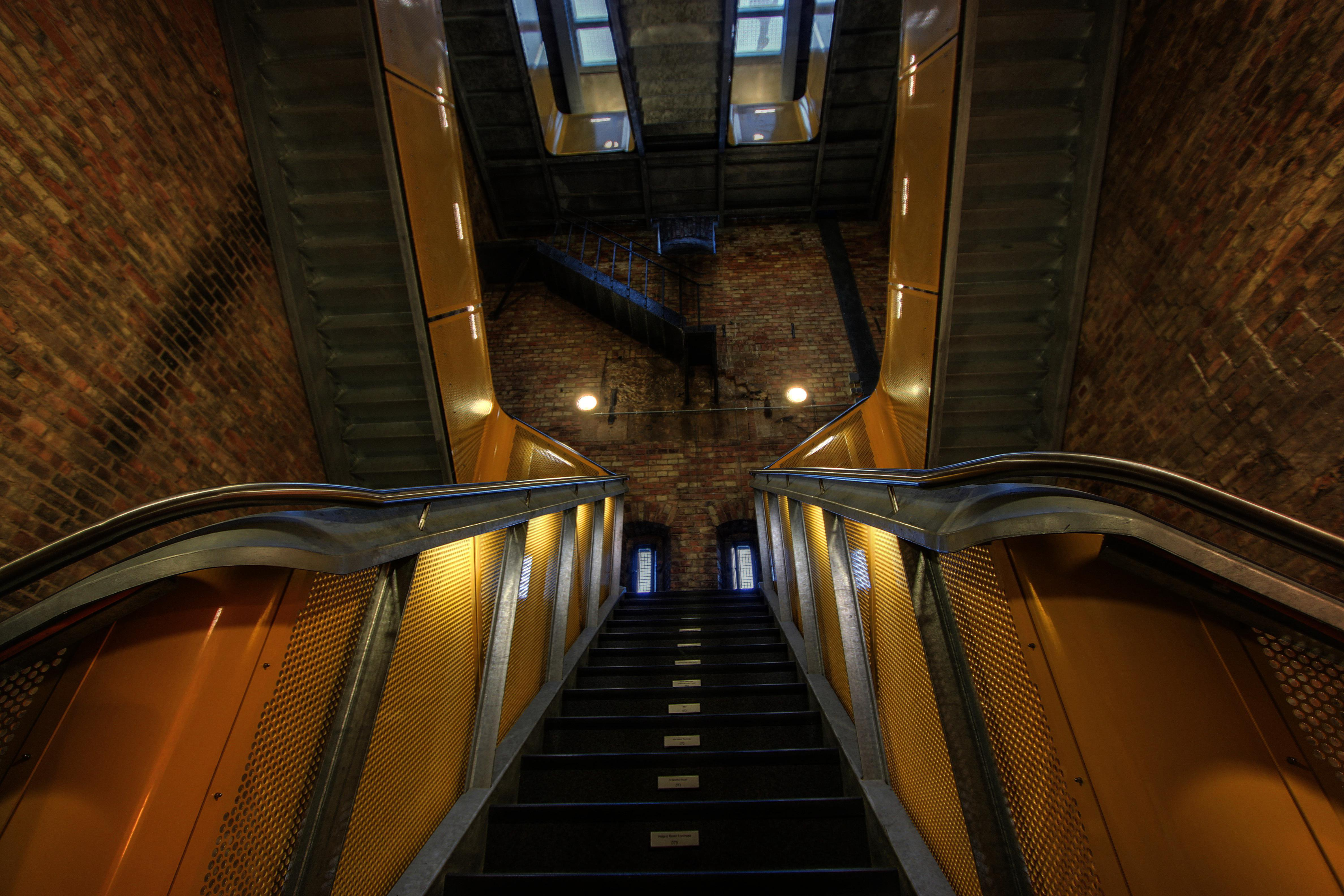
Neue Treppenanlage im Inneren der Bismarcksäule

Die umfassenden Sanierungsarbeiten am Turm wurden erst 2007 abgeschlossen. Die Installation der neuen Treppenanlagen – als Hauptteil des Projekts – waren durch Sachleistung von über 30 Unternehmen bis dahin ebenfalls erfolgt, wobei Dutzende Dresdner, ehemalige Dresdner und verschiedenste Dresdner Unternehmen Stufenpatenschaften übernahmen, die auch umfassend durch Namensschilder dokumentiert sind. Insgesamt beteiligen sich – zum Schluss – über 170 Gesellschaften und Institutionen und darüber hinaus unzählige Privatpersonen aus ganz Deutschland an diesem Gemeinschaftswerk.
Am 30. August 2008 schließlich wurde der sanierte Bismarckturm mit einem kleinen Fest wieder eingeweiht und der Öffentlichkeit übergeben. Eine 158-stufige Treppe führt im Inneren auf eine Aussichtsplattform, von der bei schönem Wetter ein Rundblick über das gesamte Elbtal, die Sächsische Schweiz und bis zu den Höhen des Osterzgebirges möglich ist: Für diese öffentliche Nutzung war seinerzeit die ursprüngliche Bismarcksäule nicht konzipiert und erhielt damit eine neue und auch öffentlich akzeptierte Bestimmung.
Unweit des Bismarckturms befindet sich das Denkmal für Jean-Victor Moreau, das zu Zeiten der DDR, da nur dieses in den Stadtplänen verzeichnet war, häufig mit der Bismarcksäule selbst verwechselt wurde.